# Losing a Whole Year
Losing a Whole Year è un singolo del gruppo alternative rock statunitense Third Eye Blind, pubblicato nel 1998 ed estratto dal loro album di debutto Third Eye Blind.

## Tracce
- 7"

1. Losing a Whole Year
2. Horror Show